# Serhij Fedorov
Serhij Vladyslavovyč Fedorov (in ucraino Сергій Владиславович Федоров?; Mykolaïv, 18 febbraio 1975) è un ex calciatore ucraino, di ruolo difensore.

## Caratteristiche tecniche
Ha iniziato la carriera come difensore centrale, ma è stato spesso utilizzato anche come terzino destro.

## Palmarès

### Club
- Campionato ucraino: 6

Dinamo Kiev: 1998-1999, 1999-2000, 2000-2001, 2002-2003, 2003-2004, 2006-2007
- Coppa d'Ucraina: 6

Dinamo Kiev: 1998-1999, 1999-2000, 2002-2003, 2004-2005, 2005-2006, 2006-2007
- Supercoppa d'Ucraina: 3

Dinamo Kiev: 2004, 2006, 2007